# Кіорл (король Мерсії)
Кіорл (давн-англ. Cearl; помер близько 626) — король Мерсії (606 — около 626). Ймовірно, син Кінемунда та внук Креоди. Він був першим мерсійським королем, згаданим Бедою Преподобним у його "Церковній історії народу англів".
Походження Кіорла невідоме. Він не входить до мерсійської королівської генеалогії; англійський історик XII століття Генріх Хантінгдонський вказує на Кіорла як наступника Пібби на престолі Мерсії, зауважуючи при цьому, що Кіорл не був його сином, а лише родичем по бічній ліній.
Беда згадує Кіорла лише мимохідь, як тестя Едвіна Святого, майбутнього короля Нортумбрії. Згідно з Бедою, Едвін одружився з Квенбургою, донькою "Кіорла, короля Мерсії", у якого він переховувався під час вигнання. У шлюбі подружжя народило двох синів, Осфріта та Едфріта.
Історики розглядають шлюб доньки Кіорла як доказ його незалежності від тодішнього короля Нортумбрії Етельфріта, позаяк Едвін вів боротьбу з Етельфрітом і відповідно Кіорл не дав би згоди на одруження доньки з ворогом свого сюзерена. Хоча "Історія бриттів" Неннія містить відомості про те, що не Кіорл, а його наступник Пенда зумів вибороти незалежність Мерсії від Нортумбрії. Можливо Кіорл став політично залежним від Етельфріта лише через деякий час після укладення шлюбу Квенбурги з Едвіном. Історик Д.П. Кірбі висунув припущення, згідно з яким, Кіорл спромігся одружити свою доньку з Едвіном саме завдяки протекції могутнього короля Східної Англії Редвальда. На думку Кірбі, подальша втеча Едвіна в землі східних англів була зумовлена спробами Етельфріта посягнути на владу Кіорла та його спадкоємців у Мерсії.
Вважається, що авторитет Кіорла як короля зазнав удару після поразки в битві при Честері близько 616 року. Якраз в цей час на арену боротьби за владу в Мерсії вступає Пенда, що ймовірно був двоюрідним братом Кіорла та сином Пібби. Можливо саме після згаданої битви Кіорл втратив суверенну та неподільну владу над Мерсією і лише з приходом Пенди вдалося відновити повну незалежність королівства.
Залишається невідомим, чи правив Кіорл аж до того часу, коли Пенда сів на престол (якщо вірити Англосаксонському часопису, то це сталося у 626 році). Також не з'ясовано в яких стосунках були Кіорл та Пенда між собою, і чи були взагалі. Той факт, що Кіорл одружив свою доньку з Едвіном може слугувати свідченням ворожнечі між ним та Пендою, оскільки пізніше Пенда протистояв Едвіну та здобув перемогу над ним у союзі з королем Гвінеду Кадваллоном ап Кадваном.
Ще одним опосередкованим доказом неприязних династичних взаємовідносин між Кіорлом та Пендою є, зокрема, страта останнім Едфріта — сина Едвіна та Квенбурги, і, відповідно, внука Кіорла. Хоча мотиви Пенди, що спонукали його до страти Едфріта також піддаються сумніву істориками. Деякі з них розглядають вбивство нащадка Кіорла як наслідок тиску на Пенду з боку короля Нортумбрії Освальда, владі якого загрожував Едфріт. Ймовірно також, що Пенда вирішив позбавитися від Едфріта з метою зміцнення власних претензій на мерсійський престол.
Близько 626 року Кіорл помер і трон успадкував Пенда.